# Kemperkoul
Kemperkoul (spreek uit: "Kemperkóél") is een wijk in het oosten van Sittard, gemeente Sittard-Geleen, in de Nederlandse provincie Limburg. Deze woonwijk is een van Sittards laatste grote stadsuitbreidingen en is met 5.930 inwoners (in 2023) uitgegroeid tot de grootste wijk van deze stad.

## Geografie
De wijk Kemperkoul vormt de oostelijke stadsrand van Sittard en is gelegen tegen Duitse landsgrens, nabij het Selfkantse dorp Wehr. De wijk is gebouwd op een vlakte tussen het dal van de Roode Beek en de Kollenberg. De bebouwing in het noorden en oosten van de wijk volgt precies de landsgrens en daardoor is de grens duidelijk in het landschap herkenbaar door de overgang van het stedelijk gebied aan de Nederlandse zijde naar landelijk gebied aan de Duitse zijde. Langs de grens is een groenstrook aangelegd, die de "Wehrer Beemd" en de "Wehrer Dreef" worden genoemd. De zuidelijke rand van de wijk wordt gevormd door de Kollenberg; het landschap stijgt hier van ongeveer 60 meter boven NAP naar een hoogte van ongeveer 100 meter boven NAP. De hellingen van de Kollenberg worden hier gevormd door akkers en weilanden.
Kemperkoul bestaat uit vier verschillende buurten: Europapark, Haagsittardpark, Lahrhof en Kempehof.

## Geschiedenis
Tot aan de Tweede Wereldoorlog behoorde het gebied waar de huidige wijk is gelegen bij de toenmalige gemeente Broeksittard. Archeologische vondsten hebben aangetoond dat het gebied al in de Merovingische tijd bewoond is geweest. De naam "Kemperkoul" komt van twee holle wegen/veldwegen die hier liepen, de "Grote-" en de "Kleine Kempe(r)koel", en is in de Sittardse geschiedenis vooral bekend vanwege de Slag aan de Kemperkoul, die hier op 24 maart 1543 plaatsvond tussen de troepen van Keizer Karel V en hertog Willem V van Kleef in de slotfase van de Gelderse Oorlogen. Het is eeuwenlang een agrarisch gebied geweest; uit deze bestaansperiode herinneren zich nog de oude hoeven "Lahrhof" en "Haagsittard", die nu midden in de wijk zijn gelegen. Het gebied werd doorsneden door de hoofdverbindingsweg tussen Sittard en Geilenkirchen, de huidige "Wehrerweg". Vanaf de jaren 1960 begon de stad Sittard voor het eerst uit te breiden in oostelijke richting met de wijk Vrangendael. Die wijk vormde jarenlang de oostelijke stadsrand, tot in de jaren 1980 de buurten Kempehof en Lahrhof werden aangelegd. Vrijwel direct na de voltooiing van deze buurten volgde de aanleg van de buurten Europapark en Haagsittardpark.

## Voorzieningen
Kemperkoul is een zelfvoorzienende woonwijk met een eigen winkelcentrum, gezondheidscentrum en een basisschool. Op de wijkgrens met de wijken Broeksittard en Vrangendael bevinden zich diverse sportvelden, waaronder de velden van amateurvoetbalclub Sporting Sittard '13. Ook zijn er verschillende kleine parken, waaronder het centrale Haagsittardpark, en ligt het groengebied de Kollenberg nabij.